# Silbersturmvogel
Der Silbersturmvogel (Fulmarus glacialoides) oder Antarktische Eissturmvogel ist ein Seevogel, der zur Familie der Sturmvögel gehört. Er besiedelt die südlichen Meere und verbringt die meiste Zeit über dem offenen Meer. Um Räuber von sich und seinem Nest fernzuhalten, bespeit er diese mit seinem Magenöl. Für die Küstenbewohner und Seenomaden am westlichen und südlichen Küstenstreifen von Feuerland stellte dieser Vogel eine wichtige Nahrungsquelle dar.

## Beschreibung

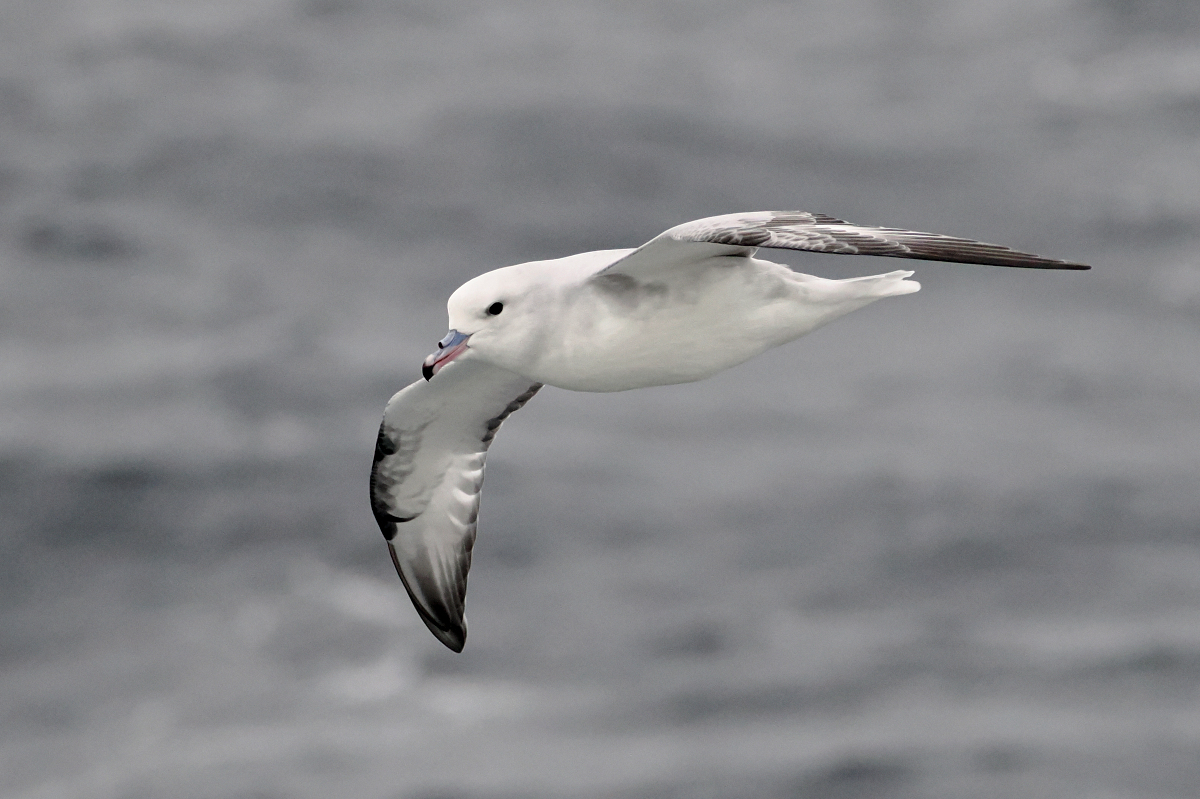
Silbersturmvogel im Flug

Der Silbersturmvogel ist 45 bis 50 cm groß und wiegt 700 bis 1000 g. Die Flügelspannweite beträgt 115 bis 120 cm. An den Brutkolonien gibt der Vogel gackernde, glucksende und nasale Laute von sich. Auf hoher See ist er weniger ruffreudig.
Beim adulten (ausgewachsenen) Silbersturmvogel sind Kopf, Hals, Unterseite und Schwanz weiß. Die Oberseite ist weiß, im Bereich der Flügel von grauen Flächen dominiert. Die weißgrauen Flügel sind an den Spitzen dunkelgrau. Bürzel und Schwanz sind weiß, letztgenannter ist zudem gerundet. Die Beine sind kurz und gelblichgrün. Die Geschlechter sind gleich gefärbt, Männchen sind meist etwas größer als Weibchen. Es sind keine Morphen bekannt.
Der Silbersturmvogel hat dunkle, durch einen grauen Zügelfleck betonte Augen. Der Schnabel ist länger als der des Eissturmvogels und anders gefärbt. Durch das durchblutete Gewebe unter der transparenten Hornsubstanz wirkt der Schnabel hauptsächlich fleischfarben. Die Schnabelspitze ist dunkelgrau. Die wie bei allen Röhrennasen röhrenartig verlängerte Nase ist durch bläulichgraue Färbung gekennzeichnet.
Der Silbersturmvogel kann kurzzeitig bis zu drei Meter tief tauchen. Vom Wasser erhebt er sich nach kurzem Anlauf.

### Flug
Der Silbersturmvogel segelt mit starr ausgebreiteten Schwingen und neigt den Körper mal auf die eine Seite und mal auf die andere Seite. Meistens fliegt er dabei dicht über dem Wasser. Er richtet seinen Flug nach dem Heben und Senken der Wogen aus. Seine Flügelschläge sind rasch und kurz. In der Nähe von Steilklippen ermöglichen ihm die Aufwinde ein Gleiten.

## Verbreitung und Lebensraum

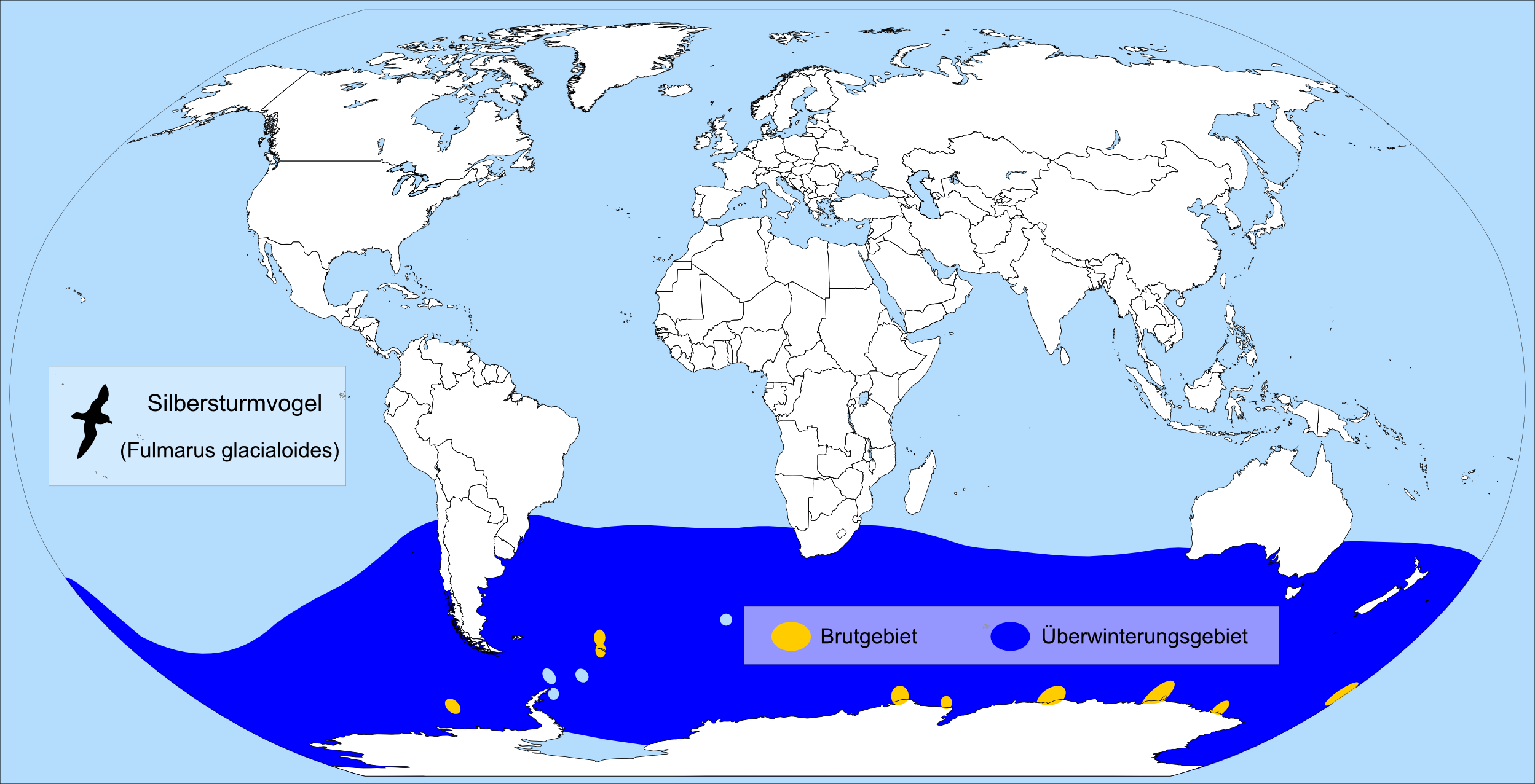
Verbreitungskarte des Silbersturmvogels

Der Silbersturmvogel hat ein großes Verbreitungsgebiet. Allein die weltweite Ausdehnung des Brutgebietes wird auf 50.000 bis 100.000 km² geschätzt. Der Silbersturmvogel ist im Südpolarmeer sowie in den südlichen Teilen des Atlantiks, des Pazifiks und des Indiks beheimatet. Im Winter fliegt er weite Strecken bis in Äquatornähe. Die Brutplätze befinden sich nicht nur auf dem antarktischen Festland, sondern auch auf allen Inseln bis zur Nordgrenze des antarktischen Kaltwassers und in geringer Zahl auf einigen gemäßigt-kalten Inseln weiter nördlich.

## Lebensweise

### Ernährung
Der Silbersturmvogel ernährt sich von Krill, Fischen, Krebsen, Schnecken, Kopffüßern, weiteren Mollusken und Quallen. Zudem frisst er Aas und Fischabfälle. Die Nahrung wird von der Wasseroberfläche gepickt oder ertaucht.

### Verhalten

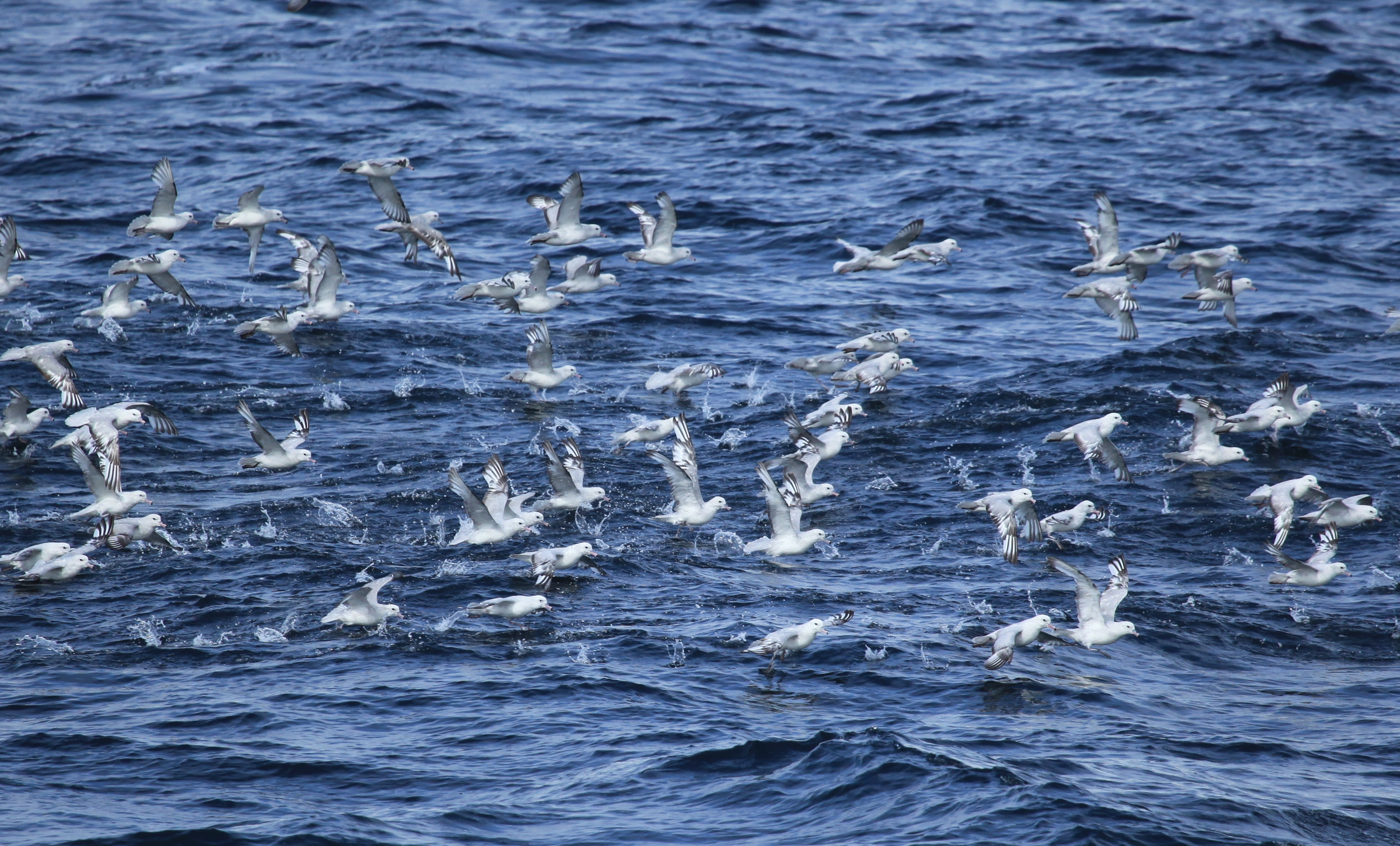
Silbersturmvögel

Der Silbersturmvogel ist tagaktiv und während der Brutzeit streng territorial. Der Streit ums Fressen wird durch lautes Gackern ausgetragen. An Stellen mit viel Nahrung bildet er Schwärme. Manchmal versammeln sich mehrere tausend Vögel, um am treibenden Kadaver eines Wals zu fressen. Die Vögel lassen sich in Ruhephasen und bei der Nahrungssuche nicht aus der Ruhe bringen.
Adulte Silbersturmvögel verteidigen ihr Revier gegen arteigene und artfremde Konkurrenten. Dabei lassen sie sich selten auf gefährliche Kämpfe gegen Artgenossen ein. Meistens werden Streitereien am Brutplatz mit aggressiven Drohgebärden ausgefochten, die damit enden, dass die Konkurrenten nach den Flügeln des Gegenübers schnappen. Wenn sich der Verlierer daraufhin nicht zurückzieht, wird er mit Magenöl bespuckt, bis er das Weite sucht.
Der Silbersturmvogel verteidigt sein Nest, indem er Hustengeräusche von sich gibt, gegen den Eindringling fällt und Salven von gelbem Magenöl aus seinem Schnabel stößt. Der Silbersturmvogel zielt 50 bis 100 cm, manchmal 200 cm weit. Er kann mehrere Male hintereinander spucken, wenn auch mit sinkenden Mengen. Das Öl hat einen unangenehm süßen, fischigen Geruch, der einen zurückweisenden Effekt hat. Meist wird das Magenöl zur Verteidigung gegen Raubmöwen und andere Meervögel sehr effektiv eingesetzt. Auf Grund verklebter und beschädigter Federn sterben diese Vögel häufig. Schon Jungvögel können Magenöl gegen jeden speien, der sich ihnen nähert.
Der Silbersturmvogel kann mit seinem eigenen Magenöl kontaminiert werden, aber er kann es durch Baden und Putzen des Gefieders entfernen. Weil andere Vögel unfähig sind, das Öl auf dieselbe Art und Weise zu beseitigen, muss ein Mechanismus vorliegen, der Eissturmvögeln „Immunität“ gegen die Wirkungen des Öls gibt. Fisher berichtet zudem, dass Silbersturmvögel kleine Mengen des Magenöls beim Putzen des Gefieders gebrauchen, um es auf die Federn aufzutragen. Vermutlich weisen Silbersturmvögel eine spezielle Federstruktur auf.
Das Magenöl besteht hauptsächlich aus Triglyceriden und ungesättigten Fettsäuren. Das Öl hat eine niedrige Viskosität mit einem spezifischen Gewicht von 0,88. Es verdichtet sich bei kühlen Temperaturen zu einem Wachs. Die Farbe variiert von farblos bis zu tiefem Rotbraun, aber ist oft klargelb.

## Fortpflanzung und Entwicklung
Die erste Brut beginnt der Silbersturmvogel im Alter von sechs bis zwölf Jahren. Wenn die klimatischen Bedingungen nicht allzu widrig sind, brütet er von Oktober bis März in großen Kolonien, die sich normalerweise auf dem antarktischen Festland und auf den vorgelagerten Inseln befinden. Am Brutplatz liegen Silbersturmvögel auf dem Bauch und schieben sich bei Gefahr unter die Felskante.

### Balz und Paarung
Im Oktober erscheinen die Silbersturmvögel vor dem Brutfelsen, gehen aber zunächst nicht an Land. Die Männchen treffen zuerst ein und balzen auf dem Wasser, indem sie rhythmisch den Körper hochheben, mit den Flügeln schlagen und Schreie ausstoßen. Bei den Populationen im Pazifik reißen sie zudem den Schnabel auf und zeigen dem Partner den leuchtend orangefarbenen Schlund.
Nach der erfolgreichen Balz auf dem Wasser bleibt das Männchen in der Nähe des ausgewählten Weibchens. Nach einiger Zeit gackert es laut das Weibchen an und stößt es mehrfach zärtlich mit dem Schnabel. In regelmäßigen Abständen bringt es ihm Nahrung, um zu zeigen, dass es eine Familie ernähren kann. Nach einiger Zeit kommt es dann zur Kopulation. Die Paare bleiben ein Leben lang zusammen.

### Brutpflege
Inmitten von Schnee und Dauereis legen Silbersturmvögel das Nest in der Regel auf steilen Klippen oder in steilen Felswänden an, so dass sie gegen den Wind gut anlanden und zum Losfliegen einfach in die Tiefe springen können. Das Nest besteht in der Regel aus einer einfachen Vertiefung im Fels, die manchmal mit Steinchen ausgelegt wird. Zwischen Dezember und Januar wird ein einziges weißes Ei von beiden Eltern 48 bis 57 Tage bebrütet, die sich alle paar Tage ablösen. Um es vor der Kälte des Untergrunds zu schützen, tragen sie es stets auf dem Rücken ihrer Schwimmfüße. Wird das Ei gestohlen oder zerbrochen, legt das Weibchen kein neues.
Mitte Januar schlüpft der Jungvogel, der einen sehr dichten Daunenpelz trägt und etwa 60 Gramm wiegt Er wird im Wechsel von beiden Altvögeln etwa zehn Tage gehudert und weitere fünf Tage bewacht. Zudem wird er mit einem öligen Brei aus halbverdauten Kopffüßern, weiteren Mollusken und Quallen gefüttert, so dass er auffallend fett wird. Nach zwei Wochen wird er den ganzen Tag allein gelassen und lediglich einmal täglich gefüttert. Nähert sich jemand in Abwesenheit der Eltern dem Nest, bespeit er ihn zur Verteidigung mit Öl. Im Alter von drei Wochen kann er erstmals seine Eltern von Eindringlingen unterscheiden. Die Nestlingszeit dauert 41 bis 57 Tage. Im Alter von sechs bis sieben Wochen ist der Jungvogel bereits flugfähig. Im März verlässt er in Abwesenheit seiner Eltern das Nest und sorgt von diesem Augenblick an für sich selbst.
Die Lebenserwartung beträgt 20 Jahre und mehr.

## Systematik
Der Silbersturmvogel gehört zur Unterfamilie der Möwensturmvögel (Fulmarinae), die eine monophyletische Gruppe bilden. Sie werden aufgrund typischer Merkmale ihres Schädels und besonders großer Nasenröhren zusammengefasst. Der nächste Verwandte innerhalb der Gattung ist der Eissturmvogel (F. glacialis), der die nördlichen Ozeane besiedelt.
Der Silbersturmvogel ist eine monotypische Art, das heißt, es sind keine Unterarten bekannt.

## Bestand und Bestandsentwicklung
Der weltweite Population des Silbersturmvogels wird auf 4.000.000 Individuen (Fishpool and Evans 2001) geschätzt, die antarktische Population ist klein. Globale Trends wurden nicht festgestellt, die Populationen scheinen jedoch stabil (del Hoyo et al. 1992) zu sein. Deshalb wird davon ausgegangen, dass die Art nicht die Kriterien zur Aufnahme in die Rote Liste der IUCN erreicht. Aus diesen Gründen wird die Art als nicht gefährdet (LC) eingestuft.

## Silbersturmvogel und Mensch
Der Vogel, den Salvin und Godman 1904 in Mexiko (Mazatlan) fanden, stellte die Basis zur Beschreibung der Art dar und wurde 1908 in ihrer Monographie der Sturmvögel erwähnt. Trotzdem konnten sie der Forschung keine zusätzlichen Informationen zur Art oder seinem Vorkommen außerhalb des bekannten Verbreitungsgebiets geben. Bourne bemerkte 1967, dass dieser Vogel ohne Daten im Katalog des Britischen Museums (Naturgeschichte, 1888-5-18-94) gelistet ist, konnte ihn aber nicht aufspüren. Er wird als Fulmarus glacialoides (fide Alan Knox) identifiziert.
Im Laufe der Erforschung hatte diese Art viele Namen. Die American Ornithologists’ Union (AOU) führte sie auf der ersten Liste der nordamerikanischen Vögel lange unter dem lateinischen Namen Priocella antarctica. John James Audubon nannte sie 1839 Procellaria tenuirostris. Später wurde sie aber auch Procellaria glacialoides (Cassin 1858), Priocella tenuirostris (Nelson 1883) und Fulmarus glacialoides (Coues 1903) geführt.
Der Silbersturmvogel stellte für die Küstenbewohner und Seenomaden der Alakaluf und der Yámana (Yaghan), die am westlichen und südlichen Küstenstreifen von Feuerland siedelten, als Fleisch oder Ei eine wichtige Nahrungsquelle dar. Auch von den Ureinwohnern Chiloés wurde er als Speisevogel genutzt. Seit dem 19. Jahrhundert diente das Fleisch des Silbersturmvogels den europäischen Bewohnern der Falklandinseln als Nahrungsvorrat für den Winter. Für die Robben- und Walfänger Südgeorgiens war er sowohl Teil der Ernährung an Land als auch Begleiter (Walabfälle) auf hoher See.

## Referenzen